# Eclipsi solar del 21 d'agost de 2017
L'eclipsi total del 21 d'agost de 2017 va ser un eclipsi total de sol que tingué lloc el 21 d'agost de 2017. Un eclipsi solar passa quan la lluna passa entre la Terra i el Sol, i ja sigui de manera parcial o total la imatge del sol s'enfosqueix des de la Terra. Va tenir una magnitud d'1,0306. La major duració de l'eclipsi va ser de 2 minuts i 40 segons a Christian County, Kentucky al nord-est de Hopkinsville, Kentucky. L'eclipsi parcial va poder veure des dels continents americà, europeu i africà.